# Вейлс, Нельсон
Нельсон Бизли Вейлс (англ. Nelson Beasley Vails; род. 13 октября 1960, Нью-Йорк, Нью-Йорк) — американский трековый велогонщик, выступавший за сборную США по велоспорту в середине 1980-х годов. Серебряный призёр летних Олимпийских игр в Лос-Анджелесе, обладатель серебряной медали чемпионата мира, чемпион Панамериканских игр, победитель национальных первенств в индивидуальном спринте и гонках на тандемах.

## Биография
Нельсон Вейлс родился 13 октября 1960 года в Гарлеме, Нью-Йорк. Был в семье младшим ребёнком из десяти детей.
Научился быстро ездить на велосипеде, работая курьером на улицах Нью-Йорка. Свои первые победы одерживал в гонках в Центральном парке. Позже перешёл на трек и сразу же стал показывать достаточно высокие результаты. За свою скорость получил прозвище Гепард (The Cheetah).
Первого серьёзного успеха в велоспорте на взрослом международном уровне добился в сезоне 1983 года, когда вошёл в основной состав американской национальной сборной и побывал на Панамериканских играх в Каракасе, откуда привёз награду золотого достоинства, выигранную в зачёте индивидуального спринта.
В 1984 году одержал победу на трековом чемпионате США в спринте и в гонке на тандемах. Благодаря череде удачных выступлений удостоился права защищать честь страны на домашних летних Олимпийских играх в Лос-Анджелесе. В программе мужского индивидуального спринта занял второе место, уступив только соотечественнику Марку Горски, и тем самым завоевал серебряную олимпийскую медаль. Вейлс, таким образом, стал первым в истории афроамериканским велогонщиком, сумевшим выиграть медаль на Олимпийских играх.
После лос-анджелесской Олимпиады Нельсон Вейлс остался в составе американской сборной и продолжил принимать участие в крупнейших международных соревнованиях. Так, в 1985 году он вновь был лучшим в зачёте национального первенства в гонке на тандемах, в той же дисциплине вместе с Лесли Барчевски выиграл серебряную медаль на чемпионате мира в Бассано-дель-Граппа, финишировав позади сборной Чехословакии.
В 1986 году в третий раз подряд победил на чемпионате США в гонке на тандемах.
Вейлс снялся в художественном фильме «Брокер», исполнив небольшую роль нью-йоркского велокурьера.
Впоследствии выступал на профессиональном уровне, в конце 1980-х — начале 1990-х годов участвовал в шестидневных гонках в Европе. В период 1990—1995 годов соревновался в кейрине в Японии.
По завершении спортивной карьеры работал комментатором велоспорта на телевидении, участвовал в разработке программ безопасности велосипедного движения.
За выдающиеся спортивные достижения введён в Зал славы велоспорта Велодрома Лихай-Вэлли (2005) и в Зал славы велоспорта Соединённых Штатов (2009).